# Alfonso Dubois
Alfonso Dubois Migoya (Bilbao, 6 de noviembre de 1943) es un economista español especialista en desarrollo.  Entre otros, ha desarrollado conceptos relativos a pobreza, desarrollo y cooperación para el desarrollo.  En 2007 recibió el Premio a la persona cooperante vasca en reconocimiento a su labor durante 30 años en el área de la cooperación y a su importante papel en el surgimiento y devenir de dicha área en el País Vasco.

## Trayectoria
Se licenció en Derecho por la Facultad de Ciencias Económicas y Empresariales de la Universidad de Deusto. Actualmente es profesor titular de la Facultad de Ciencias Económicas y Empresariales de la Universidad del País Vasco, en la que imparte docencia en Economía Internacional y Economía del Desarrollo.
Su trayectoria en cooperación se inició en los años 1970 en Bolivia y Nicaragua así como en el proyecto Hegoa que décadas después presidió. Fue además Secretario de la Coordinadora Regional de Investigaciones Económicas y Sociales (CRIES) y Director de la revista Pensamiento Propio, de Managua.
Dubois -según el ejecutivo vasco- jugó "un papel fundamental" en la creación, desarrollo y consolidación de la Coordinadora de ONGDs de Euskadi, siendo "uno de sus principales promotores e impulsores". Fue Secretario de la Coordinadora de ONG del País Vasco (1991-95) y presidente del Instituto de Estudios sobre Desarrollo y Cooperación Internacional HEGOA.
Entre 1993 y 1996 fue representante de la Coordinadora de Organizaciones No Gubernamentales para el Desarrollo España ante el Comité de Enlace ONG-Comunidad Europea en Bruselas. Entre 2002 y 2004 fue presidente de la Asociación de Profesionales por la Calidad de la Cooperación (ACADE). En 2003 ejerció como vocal del Consejo de Cooperación al Desarrollo del Ministerio de Asuntos Exteriores y de Cooperación.
En 2007 recibió el Premio a la persona cooperante vasca en reconocimiento a su labor durante 30 años en el área de la cooperación y a su importante papel en el surgimiento y devenir de dicha área en el País Vasco.

## Publicaciones
- Las estrategias globales frente a la desigualdad de los organismos internacionales: un análisis crítico.[4]
- El gran reto de acabar con la pobreza. (2006) Revista Pueblos
- El desarrollo humano como propuesta alternativa: aspectos críticos del enfoque de las capacidades. (2008)
- Marco teórico y metodológico del Desarrollo Humano Local. (2014) Instituto de Estudios sobre desarrollo y cooperación internacional -HEGOA-